# Sarcolaena multiflora
Sarcolaena multiflora – gatunek z rodziny Sarcolaenaceae. Występującego naturalnie na Madagaskarze. 
Jest gatunkiem najmniejszej troski.